# TPF BDe 4/4 (121-124)
De Be 4/4, BDe 4/4 en Bt is een elektrisch treinstel bestemd voor het regionaal personenvervoer van de Transports publics Fribourgeois (TPF).

## Geschiedenis
Het treinstel werd door Vevey Vevey Technologies en Asea Brown Boveri (ABB) in de jaren 1990 ontwikkeld en gebouwd voor de Transports publics Fribourgeois (TPF) ter vervanging van ouder materieel.

## Constructie en techniek
De vierassige motorwagen kan naar behoefte een stuurstandrijtuig mee voeren.

## Treindiensten
Deze treinen worden door Transports publics Fribourgeois (TPF) ingezet op de volgende trajecten:
- Spoorlijn Châtel-Saint-Denis – Palézieux
- Spoorlijn Châtel-Saint-Denis – Bulle – Montbovon
- Spoorlijn Bulle – Broc-Fabrique (Nestle)

## Foto's

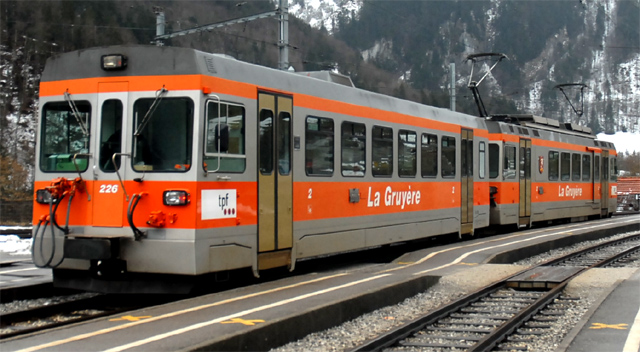
Bt 226 en BDe 123 op te 8 februari 2007 Montbovon